# Gassi Ferenc
Gassi Ferenc (eredeti nevén Glatz Ferenc, német nyelvterületen Franz Glatz) (Pest, 1850. december 27. – Budapest, 1896. április 13.) magyar operaénekes (tenor), zeneszerző, konzul.

## Élete
1871-ben jogi végzettséget szerzett. Richter János édesanyjától énekelni, Mosonyi Mihálytól zeneszerzést tanult. Richteren keresztül ismerte meg Richard Wagner, aki neki szánta Siegfried szerepét a Nibelung gyűrűjének bayreuthi bemutatóján, de Gassinak akkor még nem volt kellő színpadi rutinja, így ez a terv nem valósult meg. Párizsba utazott, ahol továbbképezte magát s hamarosan az olasz operában szerepelt, nagy sikert aratott Manrico szerepében Verdi A trubadúr című operájában. A társulat feloszlásakor visszatért Magyarországra. Itt 1878-ban lépett színpadra a Nemzeti Színházban, ugyancsak Manrico szerepében. 1886-ig a budapesti Operaházban énekelt, elsősorban a hőstenor szerepeket, de számos bel canto operában is fellépett. Gyakran szerepelt hangversenyénekesként is. 1886-ban visszavonult, 1891-ben politikai pályára lépett, a perui köztársaság konzulja lett.

## Főbb szerepei
- Bellini: Norma - Pollione
- Donizetti: Lammermoori Lucia - Edgar
- Gounod: Faust - Faust
- Verdi Aida - Radames
- Verdi A trubadúr - Manrico
- Wagner: A nürnbergi mesterdalnokok - Walter Stolzing
- Wagner: Siegfried - Siegfried
- Wagner: Tannhäuser - Tannhäuser
- Wagner: Lohengrin - Lohengrin